# عمر بن عبد الجليل
عمر بن عبد الجليل سياسي مغربي، من زعماء الحركة الوطنية المغربية ومن الموقعين على وثيقة الإستقلال، شغل منصب وزير الفلاحة في حكومة البكاي بن مبارك الثانية بين 1956 - 1958م، ووزير التربية الوطنية سنة 1958 في حكومة أحمد بلافريج.

## مسيرته
في إطار جهود الحماية الفرنسية على المغرب في اختيار أبناء النخبة لتدريسهم في الخارج حتى يعودوا للمغرب للحصول على مراكز قيادية، كان عمر بنعبد الجليل مع أخوه محمد، ومعهم آخرون مثل الزعيم محمد بلحسن الوزاني، ضمن بعثة دراسية لفرنسا قصد الحصول على التعليم العالي.
في 9 يناير 1937م وجّه عمر بن عبد الجليل رسالة باسم كتلة العمل الوطني إلى عبد السلام بن جلون الكاتب العام لحزب الإصلاح الوطني، أي بعد أقل من شهر من تأسيس الحزب، لتوحيد صفوف الحركة الوطنية في كل من منطقتي النفود الإسبانية والفرنسية:
سنة 1934 عرضت عليه السلطات الفرنسية تولي منصب وكيل مدير عام للشؤون الفلاحية فرفض، وكان موقفه مشابه للزعيم علال الفاسي الذي رفض تولي وزارة العدل، بسبب انعدام أي صلاحيات للموظفين المغاربة.
في نوفمبر 1934 قدمت كتلة العمل الوطني وثيقة مطالب الشعب المغربي للإقامة العامة بالرباط وإلى السلطان بالدار البيضاء، وتكلف عمر بن عبد الجليل ومحمد الوزاني لتقديم تلك المطالب إلى وزارة الخارجية بباريس.
وفي سنة 1936 أطلق المقيم العام نوجيس سراح بعض المعتقلين، واستدعى وفدا من كتلة العمل الوطني بينهم علال الفاسي وعمر بن عبد الجليل، وأثمر هذا اللقاء السماح بإعادة إصدار جريدة الأطلس، التي كانت  لسان الكتلة بالعربية ، كما سمح بإصدار جريدة المغرب وجريدة عمل الشعب الناطقة بالفرنسية.
وأقدمت كتلة العمل الوطني سنة 1936 على فتح مفاوضات مع حكومة الجمهورية الإسبانية الثانية بشأن الوضع في منطقة الشمال لمحاولة الحصول على مكاسب من وراء دعم الجمهورية الإسبانية في مواجهة الانقلاب الذي قام به فرانسيسكو فرانكو، فأجرى عمر بن عبد الجليل برفقة محمد حسن الوزاني مفاوضات في برشلونة.
وفي 25 أكتوبر 1937 أصدر المقيم العام قرارا بإلقاء القبض على عمر بن عبد الجليل مع زعماء وطنيين آخرين، من بينهم علال الفاسي ومحمد اليزيدي وأحمد مكوار وتم نفيهم إلى الصحراء وقصر السوق.
حاول الاستقلاليون مفاتحة الأوساط الفرنسية في شأن معالجة الأوضاع السياسية في المغرب ، لكن لم تجد هذه المبادرة الصدى المطلوب عند الفرنسيين، فتم في الأربعينات فتح مكتب للإعلام والوثائق لحزب الاستقلال بباريس، أشرف عليه عمر بن عبد الجليل.
وبعد الاستقلال شغل عمر بنعبد الجليل خطة وزير في الحكومتين الأولى والثانية. وتسبب الصراع داخل الحركة الوطنية، في تقديم عدة شخصيات عريضة لرئيس الحكومة آنذاك مبارك البكاي، شنت فيها هجوما قاسيا على حزب الاستقلال ووزرائه. وأصدر البكاي بلاغا يؤيد مضمون العريضة. فقدم في نفس اليوم الوزراء المنتمون لحزب الاستقلال استقالتهم من الحكومة احتجاجا. وتكلف عمر بنعبد الجليل بتقديم رسالة الاستقالة إلى الملك محمد الخامس والتي وقع عليها كل من أحمد بلا فريج، عبد الرحيم بوعبيد، عبد الكريم بن جلون، عبد الله إبراهيم، محمد الدويري، عمر بنعبد الجليل، أحمد اليزيدي، إدريس المحمدي، ومحمد الفاسي.